# Roger Feutmba
Roger Feutmba (né le 31 octobre 1968 à Yaoundé au Cameroun) est un joueur de football international camerounais, qui évoluait au poste de milieu de terrain.

## Biographie

### Carrière en sélection
Avec l'équipe du Cameroun, il dispute 40 matchs (pour aucun but inscrit), et figure notamment dans le groupe des sélectionnés lors de la Coupe du monde de 1990 (sans jouer).
Il participe également à la Coupe d'Afrique des nations de 1992.

## Palmarès
Union Douala
- Championnat du Cameroun (1) :
  - Champion : 1990.